# Football Club Neapolis Mugnano 2010-2011
Questa pagina raccoglie le informazioni riguardanti il Football Club Neapolis Mugnano nelle competizioni ufficiali della stagione 2010-2011.

## Rosa
| N. |                   | Ruolo | Calciatore            |
| -- | ----------------- | ----- | --------------------- |
|    | Italia (bandiera) | A     | Nicola Arena          |
|    | Italia (bandiera) | D     | Giuseppe Attanasio    |
|    | Italia (bandiera) | A     | Mario Barone          |
|    | Italia (bandiera) | D     | Marco Bianchi         |
|    | Italia (bandiera) | A     | Francesco Bonanno     |
|    | Italia (bandiera) | C     | Serafino Bruzzese     |
|    | Italia (bandiera) | D     | Roberto Civita        |
|    | Italia (bandiera) | D     | Savino Daleno         |
|    | Italia (bandiera) | D     | Pasquale Esposito     |
|    | Italia (bandiera) | P     | Federico Fanti        |
|    | Italia (bandiera) | D     | Carlo Fiore           |
|    | Italia (bandiera) | C     | Ciro Foggia           |
|    | Italia (bandiera) | A     | Mario Fontanella      |
|    | Italia (bandiera) | P     | Raffaele Gragnaniello |

| N. |                   | Ruolo | Calciatore                |
| -- | ----------------- | ----- | ------------------------- |
|    | Italia (bandiera) | A     | Giancarlo Improta         |
|    | Italia (bandiera) | A     | Giovanni Longobardi       |
|    | Italia (bandiera) | D     | Antonino Mannone          |
|    | Italia (bandiera) | C     | Giorgio Marinucci Palermo |
|    | Italia (bandiera) | C     | Antonio Monticelli        |
|    | Italia (bandiera) | C     | Raffaele Moxedano         |
|    | Italia (bandiera) | P     | Davide Napoli             |
|    | Italia (bandiera) | D     | Massimo Russo             |
|    | Italia (bandiera) | D     | Ferdinando Salvati        |
|    | Italia (bandiera) | D     | Mariano Scielzo           |
|    | Italia (bandiera) | A     | Pasquale Siciliano        |
|    | Italia (bandiera) | C     | Baladassarre Somma        |
|    | Italia (bandiera) | A     | Giuseppe Torciva          |
|    | Italia (bandiera) | C     | Luigi Volpe               |